# Henri Van Melle
Pour les articles homonymes, voir Van Melle.
Henri Van Melle, né le 10 février 1859 à Oorderen, Anvers, et mort à Gand le 6 décembre 1930, est un peintre belge.
Son vaste champ pictural couvre les paysages, les scènes de genre, les intérieurs, les représentations animalières et les portraits. Il peint dans le style de l'École de Laethem-Saint-Martin et sa facture est généralement luministe. Ses œuvres sont notamment conservées au Musée des Beaux-Arts de Gand. 

## Biographie

### Famille
Henri (Henricus) Van Melle, né le 10 février 1859 à Oorderen, village démoli en 1965 afin d'agrandir le port d'Anvers, est le fils de Louis Joseph Van Melle (1829), peintre décorateur, né à Gand, et de Marie Elisabeth Proost (1838), née à Ekeren, mariés à Oorderen le 22 janvier 1859.

### Formation
Henri Van Melle étudie à l'Académie royale des beaux-arts de Gand, où il obtient, en 1884, le premier prix de dessin d'anatomie, au cours dispensé par Joseph Morel, de même que l'accessit au cours de caractère et costume des peuples, dispensé par Louis Pierre Van Biesbroeck.

### Carrière
Henri Van Melle expose pour la première fois au Salon de Gand de 1883, où il envoie ses tableaux jusqu'en 1925. Lors du Salon de Bruxelles de 1893, le gouvernement acquiert La Veuve, tableau peint en Normandie où Henri Van Melle séjourne régulièrement pour y peindre.
En 1890, accompagné par le peintre Ferdinand Willaert, il voyage à Tanger, Malaga, Cordoue, Séville, Grenade, Madrid et Paris.
Nommé professeur de l'Académie de Gand, il devient ensuite directeur honoraire de l'Académie d'Audenarde.
Henri Van Melle meurt, à l'âge de 71 ans, le 6 décembre 1930 rue Sainte-Marguerite no 30 à Gand.

## Œuvre

### Caractéristiques

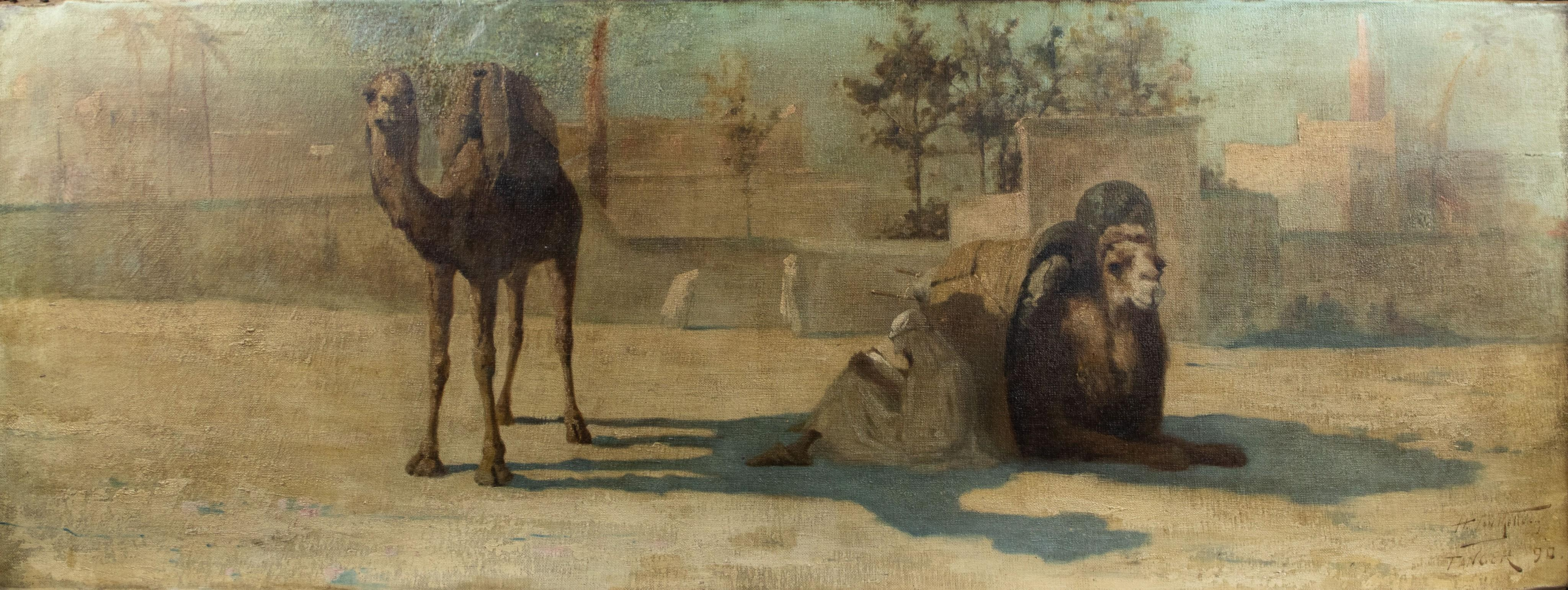
Scène orientale à Tanger (1890).

Son champ pictural couvre les paysages, les scènes de genre, les intérieurs, les représentations animalières et les portraits. Il peint dans le style de l'École de Laethem-Saint-Martin et appartient au second groupe de ce mouvement, comme Constant Permeke et Léon De Smet, même s'il peint dans le style luministe à l'instar d'Émile Claus. Henri Van Melle s'exprime aussi dans le domaine de l'allégorie, comme en témoigne Le Conflit, toile créée d'après les paroles de Hamlet de Shakespeare : To be, or not to be,.
En 1887, Henri Van Melle expose quinze œuvres au Cercle artistique gantois Wij willen, dont il est membre du comité organisateur. Il envoie des fragments de toiles de Frans Hals qu'il a copiées lors d'un voyage d'études aux Pays-Bas, des vues d'Amsterdam et de Gand, une étude intitulée Légumière et une peinture florale.
Dès le début des années 1890, ses nombreux voyages en Normandie (Le Havre notamment), au Maroc, en Espagne et au Portugal enrichissent l'ampleur de sa palette, confirmant ses progrès et engendrant des œuvres pittoresques rencontrant le succès. Selon Sander Pierron, ses peintures de plein air sourient davantage à sa vision que ses intérieurs parfois crus de couleur et froids d'ambiance. Lorsqu'il peint en plein air, il est davantage vrai, sincère et joyeux. Des œuvres exposées en 1907, telles La Belle journée d'été est excellente de mise en page et charmante de lumière blonde, Jardinet exprime aussi une douce chaleur et Intérieur d'église reflète une ambiance recueillie.
En 1905, Henri Van Melle expose vingt tableaux à la salle Verlat à Anvers. La critique y remarque Maison de pêcheur à La Panne et La Bobineuse, qui rendent exactement, sans l'embellir, ni la dramatiser la vie des humbles. Son Intérieur d'église est baigné d'une lumière délicate provenant d'un vitrail. Les Choux frappent par la vigueur de la touche et du coloris.

### Galerie

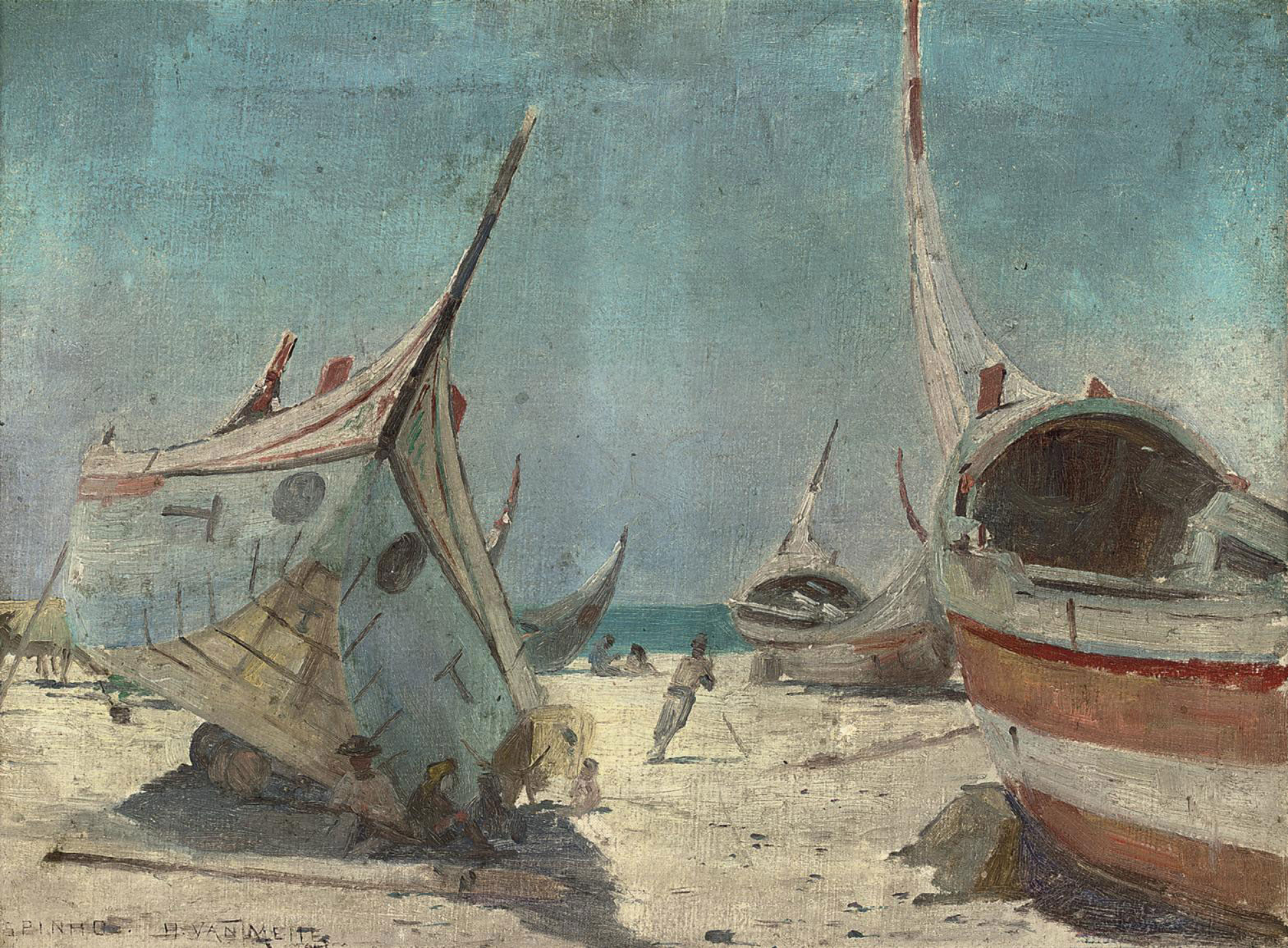
Pêcheurs s'abritant dans leur bateau à Espinho au Portugal.
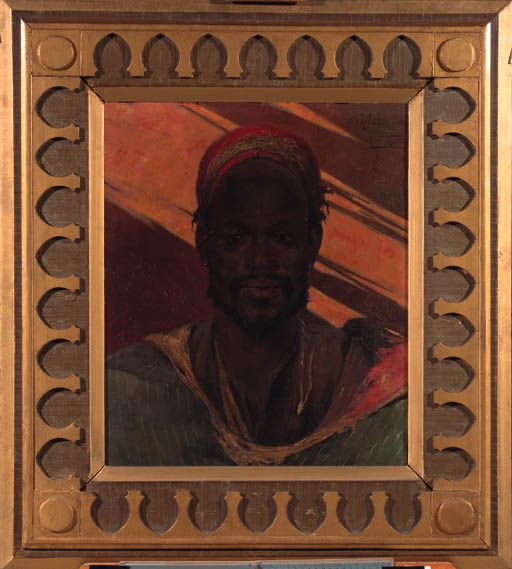
Homme de Tanger (1890).
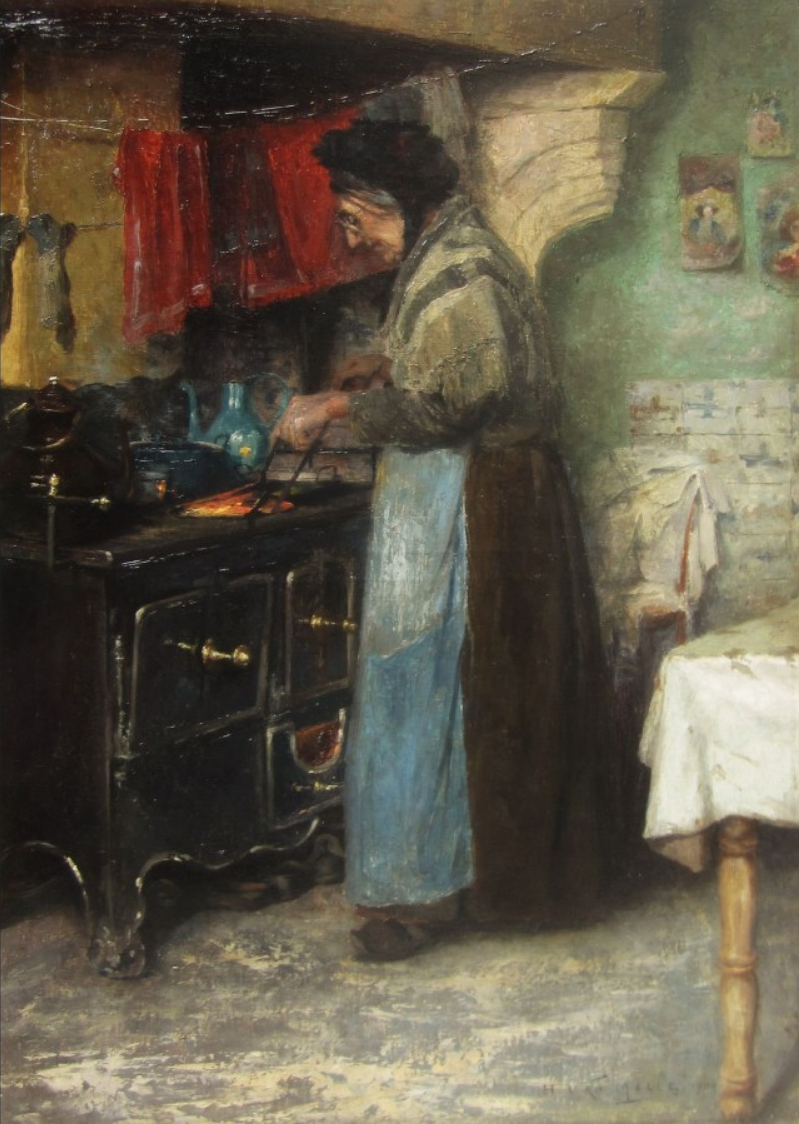
Le Poêle, (1906).
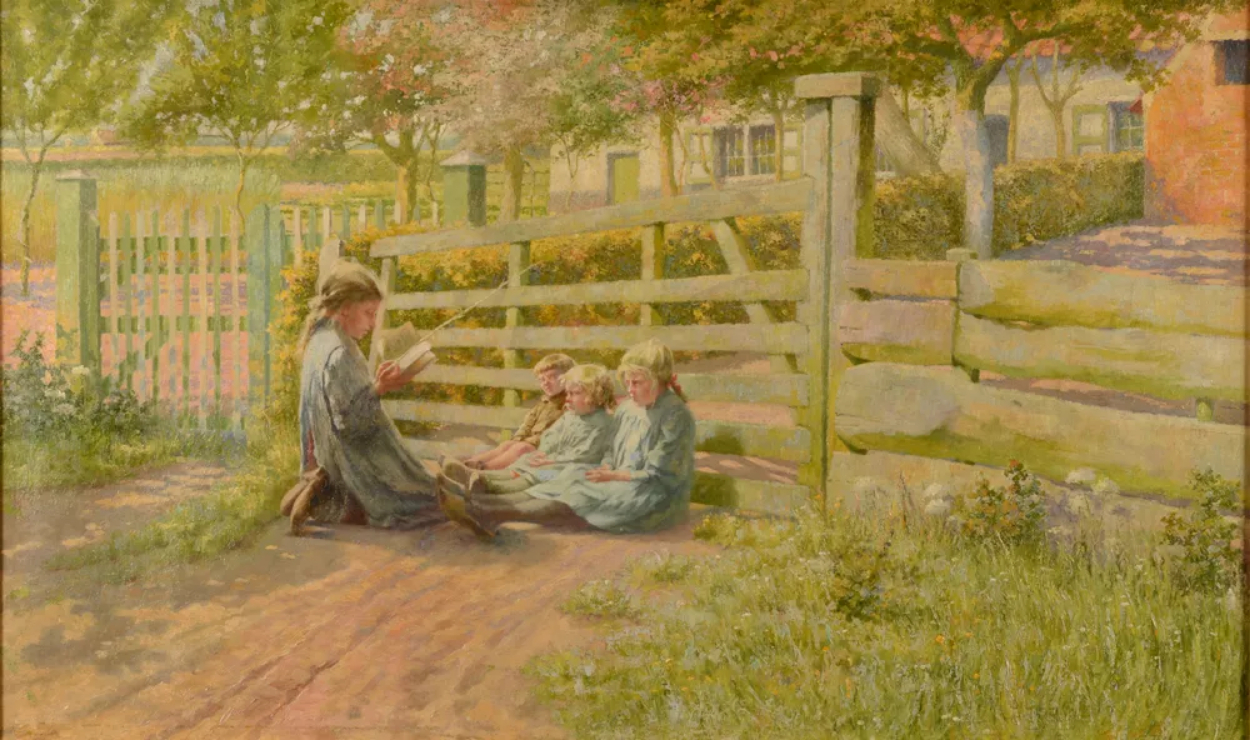
École d'été (1914).

### Expositions

#### Salons triennaux en Belgique
- Salon de Gand de 1883 (XXXIIe) : La Sieste[11].
- Salon de Bruxelles de 1887 : Le Vieux canal à Gand[12].
- Salon d'Anvers de 1888 : Le Vieux canal à Gand[13].
- Salon de Gand (XXXIVe) de 1889 : Lutte et Vieux souvenirs[14].
- Salon d'Anvers de 1891 : L'Estacade à Tanger et Cimetière à Tanger[15].
- Salon de Gand (XXXVe) de 1892 : La Veuve et Dans les dunes à Ostende[16].
- Salon de Bruxelles de 1893 : La Veuve (Normandie), Le Presbytère (Épinoy, Normandie) et Maraudeuse (Beauregard, Normandie)[17].
- Salon de Bruxelles de 1897 : Les Premiers pas[18].
- Salon d'Anvers de 1898 : Audenarde et Intérieur (Normandie), ce dernier étant adjugé au roi Léopold II, à l'issue de la tombola[19].
- Salon de Gand (XXXVIIe) de 1899 : Une ferme à Gousseauville, Normandie, Toute une vie de travail, Picardie, Le Woeker à Audenarde et Le Viatique à Audenarde[20].
- Salon de Bruxelles de 1900 : Une idylle, Namèche et Environs d'Audenarde[21].
- Salon de Bruxelles de 1903 : La Cour Naudin et Une cour à Ory-la-Ville[22].

#### France
- Salon des artistes français de 1895 : La Veuve[23].
- Exposition de Bordeaux de 1895 : Les Plumeuses[24].
- Salon de 1896 : Les Premiers pas, Un atelier de couture à Evora (Portugal) et Toute une vie de travail[23].
- Salon de 1902 : La Bobineuse[23].
- Salon de 1903 : La Grand'mère (Gand)[23].
- Salon de 1904 : Un problème difficile, La Couturière et La Saint-Nicolas chez les humbles[23].
- Salon de 1905 : Maison de pêcheur (paysage) à La Panne[23].
- Salon de 1906 : Le Dîner et L'Enfant du pêcheur[23].
- Salon de 1907 : Le Savetier et Une belle journée en Campine[23].

### Collection muséale
- Musée des Beaux-Arts de Gand : 
  - Fileuse, huile sur toile, format 94,4 × 144cm, inventaire no 1913-F, acquis en 1913 auprès de l'artiste[25].
  - Portrait de l'architecte Charles Van Rysselberghe, huile sur toile, format 28,5 × 35,5cm, inventaire no 1963-D, don de Jenny Cogen-Van Rysselberghe (1963)[26].